# Chris Hipkins
Christopher John Hipkins (født 5. september 1978 i Hutt Valley, Wellington, New Zealand) er en newzealandsk politiker, der blev New Zealands premierminister og leder af New Zealand Labour Party 25. januar 2023. Efter et parlamentsvalg trådte han i november 2023 tilbage og blev leder af oppositionen. 
Han blev medlem af New Zealands parlament (MP) i valgkredsen Remutaka i 2008. Hipkins betragtes ofte som elskværdig og selvironisk, og er kendt under sit kaldenavn, Chippy, afledt af hans initialer og hans "skoledrengsopførsel".
Hipkins er født og opvokset i området Hutt Valley i Wellington, og mens han studerede på Victoria University of Wellington blev han stærkt involveret i studenterpolitik . Han blev valgt til formand for universitets officielle studenterorganisation (VUWSA) i 2000 og 2001.
Hipkins blev valgt som Labours kandidat i den normalt sikre Labour-parlamentsvalgkreds Remutaka i Hutt Valley i 2008, men på grund af Nationalpartiets fremgang og tilbagevenden til regeringen vandt han valget i valgkredsen med en meget lille margin. Som Labours uddannelsesordfører i de ni år, de var i opposition, blev Hipkins anset for at være en "hårdtslående politiker" og en skarp og slagfærdig debattør. Efter at Jacinda Ardern førte Labour til sejr ved parlamentsvalget i 2017, havde Hipkins flere forskellige ministerposter. På grund af sin kompetence inden for mange forskellige roller og ansvarsområder blev Hipkins betragtet som Labours "fikser".
Hans periode som sundhedsminister blev rost, og han var central i regeringens yderst effektive reaktion på COVID-19-pandemien i New Zealand. Elimineringspolitikken blev det primære fokus for valget i 2020 og hjalp Labour med at vinde i et jordskredssejr. Efter sejren fik Hipkins mere ansvar og fungerede som minister for COVID-19-indsatsen fra november 2020 til juni 2022. Den 21. januar 2023 blev Hipkins den eneste kandidat til ny leder af Labour Paty efter Ardern havde annonceret sin afgang. Han blev partileder efter at være blevet valgt uden modkandidater den 22. januar 2023, og blev udnævnt til premierminister af New Zealand generalguvernør den 25. januar 2023.